# 福島県道385号一ノ木藤沢線
福島県道385号一ノ木藤沢線（ふくしまけんどう385ごう いちのきふじさわせん）は、福島県喜多方市（旧山都町）内を通る一般県道である。

## 路線概要
- 起点：福島県喜多方市山都町一ノ木字本村乙
- 終点：福島県喜多方市山都町相川字松坂甲
- 総延長：5.689km[1]
  - 実延長：総延長に同じ
- 路線認定年月日：1993年4月1日[2]

## 通過する自治体
- 福島県
  - 喜多方市

## 接続・交差する道路
- 福島県道383号熱塩加納山都西会津線（山都町一ノ木字本村乙 起点）
- 国道459号（山都町相川字松坂甲）

## 沿線
- 一ノ戸川